# دييغو مارتينز
دييغو مارتينز (19 يونيو 1983 في البرازيل - ) هو لاعب كرة قدم برازيلي في مركز الوسط.

## وصلات خارجية
- دييغو مارتينز على موقع قاعدة بيانات كرة القدم.إي يو (الإنجليزية)